# Top Teams Cup 2001-2002 (femminile)
La Top Teams Cup di pallavolo femminile 2001-2002 è stata la 23ª edizione del secondo torneo pallavolistico europeo per club; iniziata a partire dal 6 ottobre 2001, si è conclusa con la final-four di Baku, in Azerbaigian, il 10 marzo 2002. Alla competizione hanno partecipato 37 squadre e la vittoria finale è andata per la prima volta al Azərreyl Baku.

## Regolamento
Il torneo si è aperto con una fase di qualificazione ad eliminazione diretta con gare di andata e ritorno (valutando, in caso di una vittoria a testa, prima il quoziente set e poi il quoziente punti), a cui ha fatto seguito una fase dove le vincitrici del turno preliminare e le teste di serie, suddivise in gironi da tre o quattro squadre, si sono sfidate gironi all'italiana con gare di andata e ritorno, assegnando 2 punti alla squadra vincente e 1 a quella perdente. Le vincitrici dei gironi a tre e le prime due di quelli a quattro squadre (quelle in possesso di miglior quoziente set in caso di arrivo a parità di punteggio fra due o più formazioni) si sono poi scontrate in un turno di quarti di finale strutturati su gare di andata e ritorno, le cui vincitrici (valutando, in caso di una vittoria a testa, prima il quoziente set e poi il quoziente punti) hanno avuto accesso alla Final Four.

## Squadre partecipanti
| - USSP Albi - Panellīnios - Azərreyl - Universitet-Technolog - Radnički Belgrado - Slávia Bratislava - Pałac Bydgoszcz - Teuta - Frenštát - Herentals | - Ti-Volley Innsbruck - Asteríx Kieldrecht - Hapoël Kiryat Ata - Köniz - AEK Larnaca - AEL Limassol - Castêlo da Maia - Mamer - Belbusinessbank Minsk - HIT Nova Gorica | - DHG Odense - Dynamo-Dženestra - Pollux - Boavista Porto - Maccabi Ra'anana - Rijeka - Speks-R Riga - Dobrinja - Schwechat Post - Kanti | - Kometal Student - Sliedrecht - Levski Sofia - Jelovica Tuzla - Jedinstvo Užice - Vallentuna BK - Vrilīssiōn |

## Torneo

### Fase di qualificazione

#### Andata
| 6 ottobre 2001 Durata: n.d. - Spettatori: 1 100 | Sliedrecht            | 1 - 3 | HIT Nova Gorica       | 19-25, 26-28, 25-13, 22-25        |
| 12 ottobre 2001 Durata: n.d. - Spettatori: 380  | Pałac Bydgoszcz       | 3 - 0 | Jelovica Tuzla        | 25-14, 25-13, 25-20               |
| 6 ottobre 2001 Durata: n.d. - Spettatori: 250   | Vallentuna BK         | 3 - 0 | Dobrinja              | 25-6, 25-22, 25-18                |
| 6 ottobre 2001 Durata: n.d. - Spettatori: 1 100 | Radnički Belgrado     | 0 - 3 | Slávia Bratislava     | 22-25, 24-26, 17-25               |
| 6 ottobre 2001 Durata: n.d. - Spettatori: 1 200 | USSP Albi             | 3 - 0 | Kanti                 | 25-20, 25-20, 25-20               |
| 6 ottobre 2001 Durata: n.d. - Spettatori: 100   | Rijeka                | 0 - 3 | Kometal Student       | 21-25, 16-25, 14-25               |
| 6 ottobre 2001 Durata: n.d. - Spettatori: 600   | Jedinstvo Užice       | 3 - 0 | Ti-Volley Innsbruck   | 25-21, 25-16, 25-15               |
| 6 ottobre 2001 Durata: n.d. - Spettatori: 400   | Pollux                | 3 - 0 | AEK Larnaca           | 25-14, 25-14, 25-7                |
| 7 ottobre 2001 Durata: n.d. - Spettatori: 480   | Levski Sofia          | 3 - 2 | Azərreyl              | 25-17, 19-25, 25-22, 20-25, 15-13 |
| 6 ottobre 2001 Durata: n.d. - Spettatori: 200   | AEL Limassol          | 0 - 3 | Universitet-Technolog | 7-25, 4-25, 13-25                 |
| 7 ottobre 2001 Durata: n.d. - Spettatori: 300   | Belbusinessbank Minsk | 3 - 0 | Speks-R Riga          | 26-24, 25-18, 25-21               |
| 13 ottobre 2001 Durata: n.d. - Spettatori: n.d. | Hapoël Kiryat Ata     | 3 - 0 | Frenštát              | 25-0, 25-0, 25-0                  |
| 6 ottobre 2001 Durata: n.d. - Spettatori: 200   | Castêlo da Maia       | 3 - 0 | Mamer                 | 25-10, 25-16, 25-18               |
| 12 ottobre 2001 Durata: n.d. - Spettatori: 430  | Köniz                 | 3 - 0 | Maccabi Ra'anana      | 25-14, 25-13, 25-20               |
| 13 ottobre 2001 Durata: n.d. - Spettatori: 100  | Boavista Porto        | 3 - 0 | DHG Odense            | 25-19, 25-10, 25-17               |
| 7 ottobre 2001 Durata: n.d. - Spettatori: 200   | Herentals             | 3 - 0 | Teuta                 | 25-10, 25-12, 25-22               |

#### Ritorno
| 13 ottobre 2001 Durata: n.d. - Spettatori: 300  | HIT Nova Gorica       | 3 - 1 | Sliedrecht            | 23-25, 25-21, 25-15, 25-16        |
| 14 ottobre 2001 Durata: n.d. - Spettatori: 350  | Jelovica Tuzla        | 0 - 3 | Pałac Bydgoszcz       | 14-25, 8-25, 10-25                |
| 7 ottobre 2001 Durata: n.d. - Spettatori: 150   | Dobrinja              | 0 - 3 | Vallentuna BK         | 19-25, 11-25, 12-25               |
| 14 ottobre 2001 Durata: n.d. - Spettatori: 600  | Slávia Bratislava     | 3 - 0 | Radnički Belgrado     | 25-16, 25-19, 25-18               |
| 14 ottobre 2001 Durata: n.d. - Spettatori: 385  | Kanti                 | 2 - 3 | USSP Albi             | 16-25, 25-19, 22-25, 25-20, 15-17 |
| 13 ottobre 2001 Durata: n.d. - Spettatori: 400  | Kometal Student       | 3 - 0 | Rijeka                | 25-16, 25-10, 25-20               |
| 7 ottobre 2001 Durata: n.d. - Spettatori: 500   | Ti-Volley Innsbruck   | 0 - 3 | Jedinstvo Užice       | 20-25, 13-25, 15-25               |
| 14 ottobre 2001 Durata: n.d. - Spettatori: 200  | AEK Larnaca           | 0 - 3 | Pollux                | 5-25, 10-25, 9-25                 |
| 14 ottobre 2001 Durata: n.d. - Spettatori: n.d. | Azərreyl              | 3 - 1 | Levski Sofia          | 25-23, 25-15, 21-25, 25-19        |
| 7 ottobre 2001 Durata: n.d. - Spettatori: 220   | Universitet-Technolog | 3 - 0 | AEL Limassol          | 25-8, 25-8, 25-14                 |
| 13 ottobre 2001 Durata: n.d. - Spettatori: 450  | Speks-R Riga          | 0 - 3 | Belbusinessbank Minsk | 27-29, 14-25, 20-25               |
| 14 ottobre 2001 Durata: n.d. - Spettatori: n.d. | Frenštát              | 0 - 3 | Hapoël Kiryat Ata     | 0-25, 0-25, 0-25                  |
| 13 ottobre 2001 Durata: n.d. - Spettatori: 150  | Mamer                 | 0 - 3 | Castêlo da Maia       | 23-25, 14-25, 21-25               |
| 13 ottobre 2001 Durata: n.d. - Spettatori: 480  | Maccabi Ra'anana      | 0 - 3 | Köniz                 | 14-25, 10-25, 14-25               |
| 14 ottobre 2001 Durata: n.d. - Spettatori: 80   | DHG Odense            | 0 - 3 | Boavista Porto        | 16-25, 19-25, 19-25               |
| 8 ottobre 2001 Durata: n.d. - Spettatori: 150   | Teuta                 | 0 - 3 | Herentals             | 19-25, 14-25, 18-25               |

#### Squadre qualificate
| - USSP Albi - Azərreyl - Universitet-Technolog - Boavista Porto - Slávia Bratislava - Pałac Bydgoszcz - Herentals - Hapoël Kiryat Ata - Köniz - Castêlo da Maia - Belbusinessbank Minsk - HIT Nova Gorica - Pollux - Kometal Student - Jedinstvo Užice - Vallentuna BK |

### Fase principale
| Pool 1             | Pool 2            | Pool 3          | Pool 4                | Pool 5          | Pool 6                |
| ------------------ | ----------------- | --------------- | --------------------- | --------------- | --------------------- |
| Slávia Bratislava  | Panellīnios       | Boavista Porto  | Castêlo da Maia       | USSP Albi       | Azərreyl              |
| Pałac Bydgoszcz    | Hapoël Kiryat Ata | Herentals       | Belbusinessbank Minsk | Kometal Student | Universitet-Technolog |
| Asteríx Kieldrecht | Schwechat Post    | HIT Nova Gorica | Pollux                | Jedinstvo Užice | Köniz                 |
| Dynamo-Dženestra   |                   |                 |                       | Vrilīssiōn      |                       |

#### Pool 1

##### Risultati
| 5 dicembre 2001 Durata: n.d. - Spettatori: 450    | Asteríx Kieldrecht | 3 - 0 | Slávia Bratislava  | 25-21, 25-21, 25-18               |
| 5 dicembre 2001 Durata: n.d. - Spettatori: 650    | Pałac Bydgoszcz    | 3 - 0 | Dynamo-Dženestra   | 25-18, 25-16, 25-20               |
| 12 dicembre 2001 Durata: n.d. - Spettatori: 1 400 | Dynamo-Dženestra   | 3 - 0 | Asteríx Kieldrecht | 25-20, 25-20, 25-19               |
| 13 dicembre 2001 Durata: n.d. - Spettatori: 300   | Slávia Bratislava  | 1 - 3 | Pałac Bydgoszcz    | 25-22, 20-25, 22-25, 8-25         |
| 19 dicembre 2001 Durata: n.d. - Spettatori: 200   | Asteríx Kieldrecht | 0 - 3 | Pałac Bydgoszcz    | 24-26, 26-28, 20-25               |
| 18 dicembre 2001 Durata: n.d. - Spettatori: 400   | Slávia Bratislava  | 1 - 3 | Dynamo-Dženestra   | 18-25, 21-25, 25-20, 13-25        |
| 10 gennaio 2002 Durata: n.d. - Spettatori: 950    | Dynamo-Dženestra   | 3 - 0 | Slávia Bratislava  | 25-19, 25-16, 25-18               |
| 9 gennaio 2002 Durata: n.d. - Spettatori: 500     | Pałac Bydgoszcz    | 3 - 1 | Asteríx Kieldrecht | 25-12, 22-25, 25-14, 25-12        |
| 16 gennaio 2002 Durata: n.d. - Spettatori: 350    | Asteríx Kieldrecht | 1 - 3 | Dynamo-Dženestra   | 16-25, 25-19, 23-25, 21-25        |
| 16 gennaio 2002 Durata: n.d. - Spettatori: 300    | Pałac Bydgoszcz    | 3 - 0 | Slávia Bratislava  | 25-16, 25-14, 30-28               |
| 22 gennaio 2002 Durata: n.d. - Spettatori: 200    | Slávia Bratislava  | 0 - 3 | Asteríx Kieldrecht | 22-25, 23-25, 19-25               |
| 22 gennaio 2002 Durata: n.d. - Spettatori: 1 000  | Dynamo-Dženestra   | 2 - 3 | Pałac Bydgoszcz    | 21-25, 20-25, 25-23, 25-14, 12-15 |

##### Classifica
| Pos | Squadra            | Pt | G | V | P | SV | SP | Ratio | PF  | PS  | Ratio |
| --- | ------------------ | -- | - | - | - | -- | -- | ----- | --- | --- | ----- |
| 1   | Pałac Bydgoszcz    | 12 | 6 | 6 | 0 | 18 | 4  | 4.500 | 530 | 423 | 1.253 |
| 2   | Dynamo-Dženestra   | 10 | 6 | 4 | 2 | 14 | 8  | 1.750 | 496 | 451 | 1.100 |
| 3   | Asteríx Kieldrecht | 8  | 6 | 2 | 4 | 8  | 12 | 0.667 | 427 | 469 | 0.910 |
| 4   | Slávia Bratislava  | 6  | 6 | 0 | 6 | 2  | 18 | 0.111 | 387 | 497 | 0.779 |

#### Pool 2

##### Risultati
| 22 gennaio 2002 Durata: n.d. - Spettatori: 200  | Hapoël Kiryat Ata | 1 - 3 | Schwechat Post    | 25-23, 16-25, 19-25, 14-25 |
| 12 dicembre 2001 Durata: n.d. - Spettatori: 180 | Panellīnios       | 3 - 0 | Hapoël Kiryat Ata | 25-19, 25-23, 25-20        |
| 20 dicembre 2001 Durata: n.d. - Spettatori: 180 | Schwechat Post    | 3 - 0 | Panellīnios       | 30-28, 25-21, 25-11        |
| 9 gennaio 2002 Durata: n.d. - Spettatori: 350   | Panellīnios       | 1 - 3 | Schwechat Post    | 20-25, 25-22, 13-25, 12-25 |
| 13 dicembre 2001 Durata: n.d. - Spettatori: 220 | Hapoël Kiryat Ata | 3 - 0 | Panellīnios       | 25-18, 25-17, 25-22        |
| 23 gennaio 2002 Durata: n.d. - Spettatori: 40   | Schwechat Post    | 3 - 0 | Hapoël Kiryat Ata | 25-19, 25-20, 25-19        |

##### Classifica
| Pos | Squadra           | Pt | G | V | P | SV | SP | Ratio | PF  | PS  | Ratio |
| --- | ----------------- | -- | - | - | - | -- | -- | ----- | --- | --- | ----- |
| 1   | Schwechat Post    | 8  | 4 | 4 | 0 | 12 | 2  | 6.000 | 350 | 262 | 1.336 |
| 2   | Hapoël Kiryat Ata | 5  | 4 | 1 | 3 | 4  | 9  | 0.444 | 269 | 305 | 0.882 |
| 3   | Panellīnios       | 5  | 4 | 1 | 3 | 4  | 9  | 0.444 | 262 | 314 | 0.834 |

#### Pool 3

##### Risultati
| 5 dicembre 2001 Durata: n.d. - Spettatori: 300   | HIT Nova Gorica | 3 - 0 | Boavista Porto  | 25-21, 25-21, 25-18              |
| 11 dicembre 2001 Durata: n.d. - Spettatori: n.d. | Herentals       | 3 - 0 | HIT Nova Gorica | 25-14, 25-22, 25-20              |
| 19 dicembre 2001 Durata: n.d. - Spettatori: 200  | Boavista Porto  | 1 - 3 | Herentals       | 20-25, 14-25, 25-23, 16-25       |
| 9 gennaio 2002 Durata: n.d. - Spettatori: 520    | Herentals       | 3 - 1 | Boavista Porto  | 25-21, 25-14, 21-25, 25-16       |
| 16 gennaio 2002 Durata: n.d. - Spettatori: 200   | HIT Nova Gorica | 0 - 3 | Herentals       | 16-25, 22-25, 17-25              |
| 22 gennaio 2002 Durata: n.d. - Spettatori: 110   | Boavista Porto  | 3 - 2 | HIT Nova Gorica | 25-20, 20-25, 25-21, 23-25, 15-6 |

##### Classifica
| Pos | Squadra         | Pt | G | V | P | SV | SP | Ratio | PF  | PS  | Ratio |
| --- | --------------- | -- | - | - | - | -- | -- | ----- | --- | --- | ----- |
| 1   | Herentals       | 8  | 4 | 4 | 0 | 12 | 2  | 6.000 | 344 | 262 | 1.313 |
| 2   | HIT Nova Gorica | 5  | 4 | 1 | 3 | 5  | 9  | 0.556 | 283 | 318 | 0.890 |
| 3   | Boavista Porto  | 5  | 4 | 1 | 3 | 5  | 11 | 0.455 | 319 | 366 | 0.872 |

#### Pool 4

##### Risultati
| 6 dicembre 2001 Durata: n.d. - Spettatori: 250  | Castêlo da Maia       | 3 - 2 | Pollux                | 25-22, 20-25, 17-25, 25-22, 15-13 |
| 13 dicembre 2001 Durata: n.d. - Spettatori: 750 | Pollux                | 3 - 0 | Belbusinessbank Minsk | 25-17, 25-6, 25-19                |
| 19 dicembre 2001 Durata: n.d. - Spettatori: 300 | Belbusinessbank Minsk | 1 - 3 | Castêlo da Maia       | 25-16, 17-25, 20-25, 21-25        |
| 6 gennaio 2002 Durata: n.d. - Spettatori: 386   | Castêlo da Maia       | 3 - 2 | Belbusinessbank Minsk | 25-27, 25-20, 25-27, 25-21, 15-7  |
| 15 gennaio 2002 Durata: n.d. - Spettatori: 300  | Belbusinessbank Minsk | 0 - 3 | Pollux                | 18-25, 19-25, 22-25               |
| 22 gennaio 2002 Durata: n.d. - Spettatori: 900  | Pollux                | 0 - 3 | Castêlo da Maia       | 23-25, 23-25, 21-25               |

##### Classifica
| Pos | Squadra               | Pt | G | V | P | SV | SP | Ratio | PF  | PS  | Ratio |
| --- | --------------------- | -- | - | - | - | -- | -- | ----- | --- | --- | ----- |
| 1   | Castêlo da Maia       | 8  | 4 | 4 | 0 | 12 | 5  | 2.400 | 383 | 359 | 1.067 |
| 2   | Pollux                | 6  | 4 | 2 | 2 | 8  | 6  | 1.333 | 324 | 278 | 1.165 |
| 3   | Belbusinessbank Minsk | 4  | 4 | 0 | 4 | 3  | 12 | 0.250 | 286 | 356 | 0.803 |

#### Pool 5

##### Risultati
| 5 dicembre 2001 Durata: n.d. - Spettatori: 210    | Vrilīssiōn      | 3 - 0 | Kometal Student | 25-20, 25-19, 25-16               |
| 4 dicembre 2001 Durata: n.d. - Spettatori: 1 500  | Jedinstvo Užice | 3 - 0 | USSP Albi       | 25-18, 25-20, 25-9                |
| 12 dicembre 2001 Durata: n.d. - Spettatori: 1 000 | USSP Albi       | 3 - 2 | Vrilīssiōn      | 19-25, 25-19, 21-25, 25-20, 15-12 |
| 13 dicembre 2001 Durata: n.d. - Spettatori: 200   | Kometal Student | 1 - 3 | Jedinstvo Užice | 12-25, 25-20, 21-25, 19-25        |
| 19 dicembre 2001 Durata: n.d. - Spettatori: 172   | Vrilīssiōn      | 1 - 3 | Jedinstvo Užice | 23-25, 25-21, 23-25, 19-25        |
| 19 dicembre 2001 Durata: n.d. - Spettatori: 300   | Kometal Student | 0 - 3 | USSP Albi       | 19-25, 18-25, 11-25               |
| 9 gennaio 2002 Durata: n.d. - Spettatori: 800     | USSP Albi       | 3 - 0 | Kometal Student | 25-17, 25-11, 25-8                |
| 9 gennaio 2002 Durata: n.d. - Spettatori: 1 600   | Jedinstvo Užice | 3 - 1 | Vrilīssiōn      | 22-25, 25-16, 25-20, 25-22        |
| 16 gennaio 2002 Durata: n.d. - Spettatori: 160    | Vrilīssiōn      | 2 - 3 | USSP Albi       | 12-25, 18-25, 25-19, 25-13, 14-16 |
| 17 gennaio 2002 Durata: n.d. - Spettatori: 1 500  | Jedinstvo Užice | 3 - 0 | Kometal Student | 25-20, 25-12, 25-17               |
| 22 gennaio 2002 Durata: n.d. - Spettatori: 250    | Kometal Student | 3 - 1 | Vrilīssiōn      | 25-19, 21-25, 25-13, 25-16        |
| 22 gennaio 2002 Durata: n.d. - Spettatori: n.d.   | USSP Albi       | 3 - 0 | Jedinstvo Užice | 25-17, 26-24, 25-22               |

##### Classifica
| Pos | Squadra         | Pt | G | V | P | SV | SP | Ratio | PF  | PS  | Ratio |
| --- | --------------- | -- | - | - | - | -- | -- | ----- | --- | --- | ----- |
| 1   | Jedinstvo Užice | 11 | 6 | 5 | 1 | 15 | 6  | 2.500 | 501 | 422 | 1.187 |
| 2   | USSP Albi       | 11 | 6 | 5 | 1 | 15 | 7  | 2.143 | 476 | 417 | 1.141 |
| 3   | Vrilīssiōn      | 7  | 6 | 1 | 5 | 10 | 15 | 0.667 | 516 | 547 | 0.943 |
| 4   | Kometal Student | 7  | 6 | 1 | 5 | 4  | 16 | 0.250 | 361 | 468 | 0.771 |

#### Pool 6

##### Risultati
| 5 dicembre 2001 Durata: n.d. - Spettatori: 1 020  | Köniz                 | 3 - 2 | Universitet-Technolog | 25-27, 25-23, 25-19, 21-25, 15-13 |
| 12 dicembre 2001 Durata: n.d. - Spettatori: 4 500 | Azərreyl              | 3 - 1 | Köniz                 | 25-17, 22-25, 25-14, 25-12        |
| 19 dicembre 2001 Durata: n.d. - Spettatori: 3 750 | Universitet-Technolog | 1 - 3 | Azərreyl              | 26-24, 19-25, 24-26, 15-25        |
| 9 gennaio 2002 Durata: n.d. - Spettatori: 4 200   | Azərreyl              | 3 - 2 | Universitet-Technolog | 29-31, 25-17, 22-25, 25-22, 15-6  |
| 16 gennaio 2002 Durata: n.d. - Spettatori: n.d.   | Köniz                 | 3 - 2 | Azərreyl              | 20-25, 22-25, 25-18, 25-21, 15-11 |
| 22 gennaio 2002 Durata: n.d. - Spettatori: 2 300  | Universitet-Technolog | 3 - 2 | Köniz                 | 24-26, 25-18, 22-25, 26-24, 15-13 |

##### Classifica
| Pos | Squadra               | Pt | G | V | P | SV | SP | Ratio | PF  | PS  | Ratio |
| --- | --------------------- | -- | - | - | - | -- | -- | ----- | --- | --- | ----- |
| 1   | Azərreyl              | 7  | 4 | 3 | 1 | 11 | 7  | 1.571 | 413 | 360 | 1.147 |
| 2   | Köniz                 | 6  | 4 | 2 | 2 | 9  | 10 | 0.900 | 392 | 416 | 0.942 |
| 3   | Universitet-Technolog | 5  | 4 | 1 | 3 | 8  | 11 | 0.727 | 404 | 433 | 0.933 |

### Quarti di finale

#### Andata
| 14 febbraio 2002 Durata: n.d. - Spettatori: 1 400 | Herentals        | 3 - 1 | Pałac Bydgoszcz | 25-23, 18-25, 25-21, 25-19        |
| 14 febbraio 2002 Durata: n.d. - Spettatori: 3 800 | Dynamo-Dženestra | 0 - 3 | Azərreyl        | 18-25, 22-25, 18-25               |
| 14 febbraio 2002 Durata: n.d. - Spettatori: 190   | Schwechat Post   | 3 - 0 | USSP Albi       | 25-16, 25-21, 25-19               |
| 13 febbraio 2002 Durata: n.d. - Spettatori: 2 400 | Jedinstvo Užice  | 3 - 2 | Castêlo da Maia | 27-25, 17-25, 22-25, 25-13, 15-11 |

#### Ritorno
| 20 febbraio 2002 Durata: n.d. - Spettatori: n.d.  | Pałac Bydgoszcz | 3 - 0 | Herentals        | 25-18, 25-19, 25-13        |
| 15 febbraio 2002 Durata: n.d. - Spettatori: 3 400 | Azərreyl        | 3 - 0 | Dynamo-Dženestra | 25-23, 25-19, 25-20        |
| 20 febbraio 2002 Durata: n.d. - Spettatori: 1 200 | USSP Albi       | 1 - 3 | Schwechat Post   | 25-16, 17-25, 16-25, 22-25 |
| 20 febbraio 2002 Durata: n.d. - Spettatori: 200   | Castêlo da Maia | 1 - 3 | Jedinstvo Užice  | 21-25, 25-22, 22-25, 23-25 |

#### Squadre qualificate
| - Azərreyl - Pałac Bydgoszcz - Schwechat Post - Jedinstvo Užice |

### Final Four
|  | Semifinali      | Semifinali      | Semifinali      |                 |          | Finale             | Finale             | Finale             |  |
|  |                 |                 |                 |                 |          |                    |                    |                    |  |
|  | Pałac Bydgoszcz | Pałac Bydgoszcz | 0               |                 |          |                    |                    |                    |  |
|  | Pałac Bydgoszcz | Pałac Bydgoszcz | 0               |                 |          |                    |                    |                    |  |
|  | Azərreyl        | Azərreyl        | 3               |                 |          |                    |                    |                    |  |
|  | Azərreyl        | Azərreyl        | 3               |                 | Azərreyl | Azərreyl           | 3                  |                    |  |
|  |                 |                 |                 |                 | Azərreyl | Azərreyl           | 3                  |                    |  |
|  |                 |                 | Jedinstvo Užice | Jedinstvo Užice | 0        |                    |                    |                    |  |
|  | Schwechat Post  | Schwechat Post  | Jedinstvo Užice | Jedinstvo Užice | 0        | 1                  |                    |                    |  |
|  | Schwechat Post  | Schwechat Post  |                 |                 |          | 1                  |                    |                    |  |
|  | Jedinstvo Užice | Jedinstvo Užice | 3               |                 |          | Finale 3º/4º posto | Finale 3º/4º posto | Finale 3º/4º posto |  |
|  | Jedinstvo Užice | Jedinstvo Užice | 3               |                 |          |                    |                    |                    |  |
|  |                 |                 |                 |                 |          |                    |                    |                    |  |
|  |                 |                 |                 |                 |          | Pałac Bydgoszcz    | Pałac Bydgoszcz    | 3                  |  |
|  |                 |                 |                 |                 |          | Pałac Bydgoszcz    | Pałac Bydgoszcz    | 3                  |  |
|  |                 |                 |                 |                 |          | Schwechat Post     | Schwechat Post     | 2                  |  |

#### Semifinali
| 9 marzo 2002 Berna Durata: n.d. - Spettatori: 5 000 | Pałac Bydgoszcz | 0 - 3 | Azərreyl        | 24-26, 17-25, 16-25        |
| 9 marzo 2002 Berna Durata: n.d. - Spettatori: 3 500 | Schwechat Post  | 1 - 3 | Jedinstvo Užice | 25-22, 17-25, 22-25, 10-25 |

#### Finale 3º posto
| 10 marzo 2002 Berna Durata: n.d. - Spettatori: 3 000 | Pałac Bydgoszcz | 3 - 2 | Schwechat Post | 23-25, 24-26, 25-22, 25-23, 16-14 |

#### Finale
| 10 marzo 2002 Berna Durata: n.d. - Spettatori: 5 000 | Azərreyl | 3 - 0 | Jedinstvo Užice | 25-13, 25-15, 25-13 |